# إنترنت إكسبلورر 6
إنترنت إكسبلورر 6 (اختصاره هو EI6) هو سادس إصدار للمتصفح إنترنت إكسبلورر المطور من قبل شركة مايكروسوفت لنظام تشغيلها ويندوز، وذلك بتاريخ 27 أغسطس 2001 حيث أصبح المتصفح الافتراضي لنظام التشغيل ويندوز إكس بي.